# Керкленд-Лейк
Керкленд-Лейк (англ.  Kirkland Lake) — город в округе Тимискаминг в восточной части канадской провинции Онтарио. Численность населения в 2006 году составляла 8248 жителей, в 2011 году — 8133.

## Описание
Расположен в 200 км к северо-северо-западу от города Норт-Бей. С момента открытия месторождения золота в окрестностях в 1911 году, во время строительства Нортлендской железной дороги Онтарио, город превратился в одного из крупнейших производителей золота в Канаде. В годы процветания 1927—1928 годов вдоль «Золотой мили» возникли десятки рудников, в том числе Керкленд-Лейк, Тек-Хьюз, Лейк-Шор, Райт-Харгривс, Сильванит, Макасса, Тоберн и Голден-Гейт. В настоящее время всё большее значение  приобретает туризм.